# Dioxinecrisis
De dioxinecrisis was een voedselschandaal dat losbrak in België en Nederland in het voorjaar van 1999, waarbij bleek dat giftige dioxines in de voedselketen waren geraakt. De crisis werd vooral politiek uitgespeeld, aangezien ze viel in de campagne voor de Belgische verkiezingen van 1999.

## Gebeurtenissen
Grote hoeveelheden kippen en zuivelproducten werden preventief uit de rekken genomen, de aanvoer van kippen-, varkens- en rundvlees werd stilgelegd, en de productie van vleeswaren, koekjes en pralines werd stopgezet. Voor korte tijd werd de consument geconfronteerd met lege winkelrekken.
Uiteindelijk bleek dat de dioxines via de vetsmelterij Verkest rond 18-19 januari in een opslagtank waren terechtgekomen, omdat transformatorolie bij de andere vetten terecht was gekomen. Tot het einde van de maand werd met pcb's gecontamineerd veevoeder geleverd aan verschillende veevoederbedrijven. Begin maart werden sterfte en verminderde leg vastgesteld bij kippen. Verder onderzoek bracht uiteindelijk de dioxineverontreiniging aan het licht. De resultaten werden eind april bekend. Eind mei besloot Marcel Colla, de minister van Volksgezondheid, de handel in kippen en eieren van Belgische oorsprong stop te zetten, nadat het schandaal was uitgebracht in het VRT-journaal. Daarna werden grootschalige maatregelen genomen, waarbij 7 miljoen kippen en 60.000 varkens geslacht werden, en bijna 2.000 landbouwbedrijven maanden geblokkeerd werden.

## Gevolgen

### Aftreden ministers
Een deel van het schandaal was dat de verantwoordelijke ministers hadden geprobeerd de omvang van het probleem, beschreven in de zogenaamde "nota Destickere", stil te houden. Deze nota kwam toch aan het licht door Guy Verhofstadt, die ermee naar premier Jean-Luc Dehaene ging. Verhofstadt zou als een van overwinnaars uit de daaropvolgende verkiezingen komen.
Karel Pinxten, minister van Landbouw, en Marcel Colla, minister van Volksgezondheid, namen ontslag.

### Federale verkiezingen 1999
De dioxinecrisis had een grote invloed op de federale verkiezingen, die een maand later plaatsvonden. De CVP leed een historisch verlies en kwam in de oppositie terecht. Dit betekende een overwinning voor de VLD en Guy Verhofstadt, die de affaire in de eerste plaats onder de publieke aandacht hadden gebracht, waardoor hij tot 2007 premier van België werd. Ook de groene partijen Ecolo en Agalev konden profiteren van de publieke bezorgdheid rondom milieu en voedselkwaliteit.

### Economische gevolgen
Om de boeren te beschermen, beloofde de Belgische regering hen te vergoeden voor hun verliezen. De crisis heeft ook schade toegebracht aan de export van Belgische dierlijke producten. Veel Belgen gingen in het buitenland winkelen voor vlees en zuivelproducten. De totale kosten van de voedselcrisis worden geschat op 25 miljard frank, of 625 miljoen euro.

### Controle voedselveiligheid
Begin 2000 debatteerde een speciale dioxinecommissie over het probleem. De crisis leidde tot de oprichting van het Federaal Voedselagentschap, dat voortaan moet toekijken op de controle van alle voedsel in België.
Patrick Sandra, hoogleraar aan de Universiteit Gent, haalde uit naar het Ministerie van Volksgezondheid omdat dat, naar zijn mening, het probleem over het hoofd zag, en niet genoeg aandacht gaf aan de pcb's (de oorsprong van deze dioxinecrisis) maar slechts aan de dioxines zelf. Pcb's die kippen innemen bij het voederen, hebben in hun lichaam eenzelfde werking als dioxines. Daarom was het gewenst niet alleen onderzoek te voeren naar de dioxines zelf. Ook onder invloed van temperatuur kunnen dioxines ontstaan. Hierdoor kunnen dioxines zowel van natuurlijke oorsprong (bijvoorbeeld bosbranden) als van menselijke oorsprong zijn (bijvoorbeeld bij een verbrandingsoven). Dit in tegenstelling tot pcb's, die voornamelijk door de mens worden gemaakt.

### Gezondheidseffecten op lange termijn
In april 2015 werden de resultaten van een studie van professor Nik Van Larebeke (UGent en VUB) bekendgemaakt. Hieruit bleek dat de dioxinecrisis zwaardere gevolgen heeft gehad voor de volksgezondheid dan tot dan toe werd aangenomen. Hij identificeerde 20.000 bijkomende gevallen van kanker bij vrouwen, 22.000 gevallen van diabetes en 24.000 gevallen van hypertensie. Die conclusies werden echter in twijfel getrokken door vier leden van SKEPP.

## Rechtszaken
In 2009 werden Lucien Verkest en (zoon) Jan Verkest schuldig bevonden aan valsheid in geschrifte, gebruik van valse stukken en bedrog in koopwaar. In 2013 veroordeelde de Gentse correctionele rechtbank Verkest tot het betalen van meer dan een miljoen euro aan schadevergoedingen aan benadeelden van de dioxinecrisis. In 2018 verplichtte de rechtbank hen tot het betalen van 24 miljoen euro aan het Federaal Voedselagentschap.
Tegen deze uitspraak gingen zij in beroep. Jan Verkest pleegde in 2019, voor het proces begon, zelfmoord. Lucien Verkest stierf op 10 september 2023 op 88-jarige leeftijd.
De zaakvoerders van veevoederbedrijf Fora kregen een geldboete opgelegd van elk 25.000 euro.